# Nshima

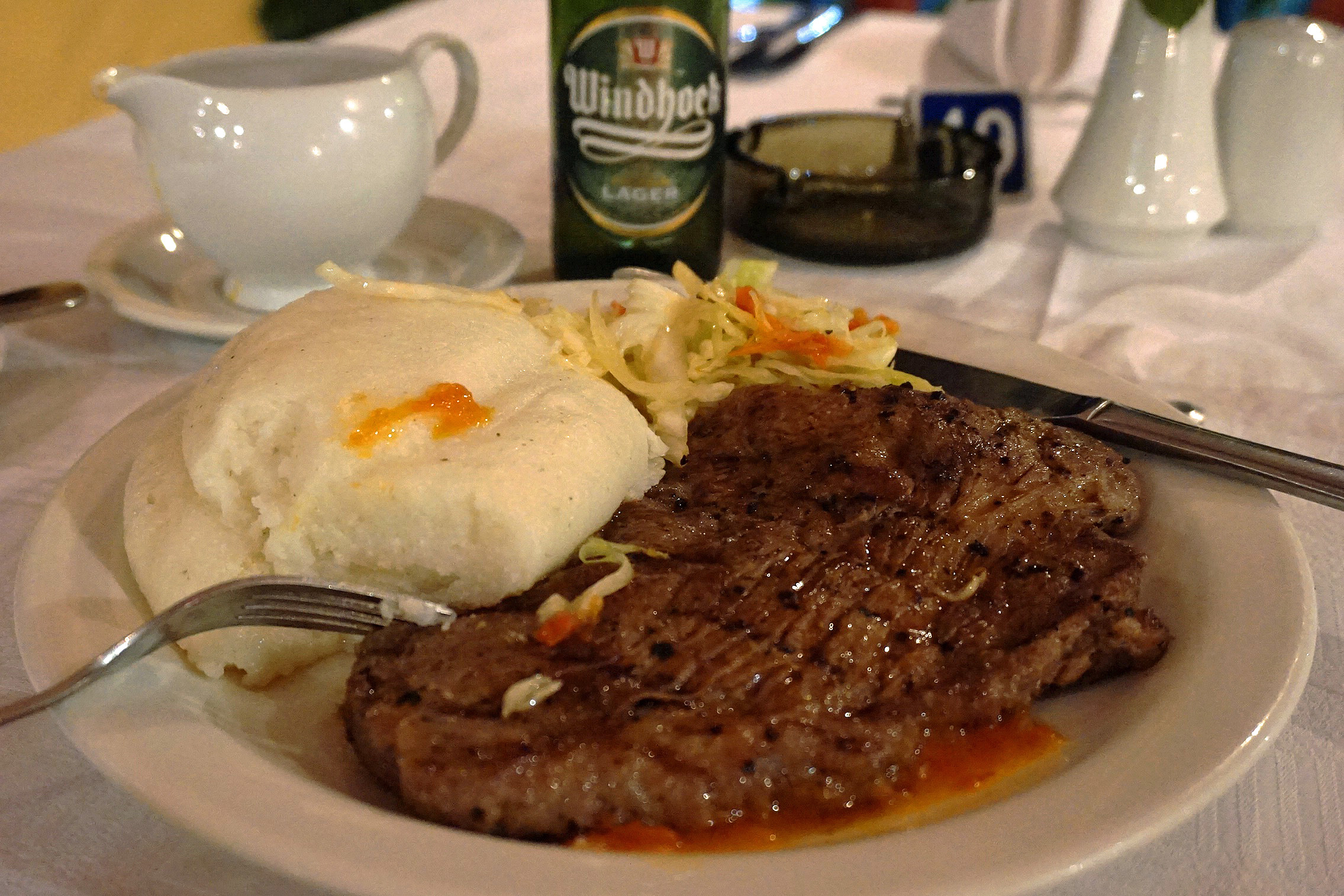
Nshima de Zambie.

Le nshima, ou nsima, est un plat originaire de Zambie, à base de farine de maïs, qui se présente sous la forme d'une pâte blanche. Il est consommé dans toute l’Afrique, en particulier à l’est, en Zambie, au Malawi et au Kenya, où il constitue la base de l’alimentation quotidienne.

## Sémantique
Ce plat est consommé dans toute l’Afrique, où son nom diffère selon les régions : 
- nshima ou ubwali, Zambie
- nsima, Malawi
- sadza, Zimbabwe
- xima, Mozambique
- ugali, Kenya, Malawi, Mozambique (langage Yao), Ouganda et Tanzanie (aussi appelé ngima au Kenya ou sima sur la côte kényane, et nguna en Tanzanie)
- poshto, umutsima ou ubugali, Rwanda
- nshima (en tshiluba) ou fufu (en lingala), République démocratique du Congo
- gozo ti ndjo, République Centrafricaine
- meliepap, pap, Afrique du Sud
- tuozafi (ou TZ), Ghana
- sakoro, Nord du Ghana
- sakora, Nord du Nigéria
- couscous de maïs, dit aussi boule de maïs ou fufu de maïs, Cameroun
- akoumé, Togo

## Histoire
Le maïs constitue l’ingrédient principal de ce plat et a été introduit par les Occidentaux chargés du commerce triangulaire (Espagnols, Britanniques et Français), en Afrique entre le XVIe et le XVIIe siècle. Auparavant, le sorgho et le mil étaient les principales céréales de l’Afrique subsaharienne. Progressivement, le maïs a ainsi remplacé le sorgho, sauf dans les régions les plus sèches où cette dernière reste la céréale principale. Le manioc, également introduit par les Occidentaux, peut aussi être utilisé comme ingrédient de base du nshima. C’est notamment le cas au Malawi dans les zones situées en bordure des lacs.

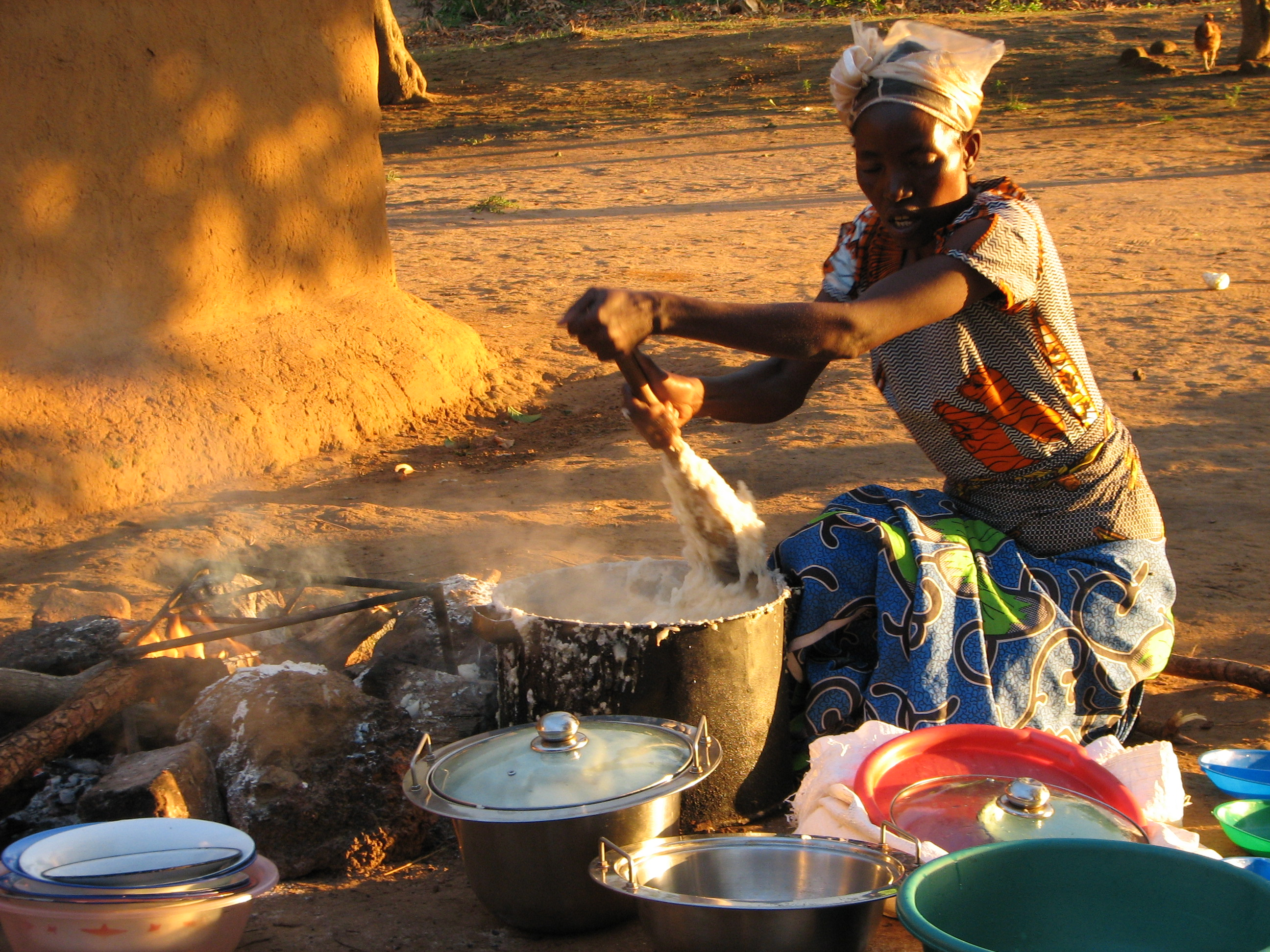
Femme de Kasisi (Zambie) préparant le nshima.

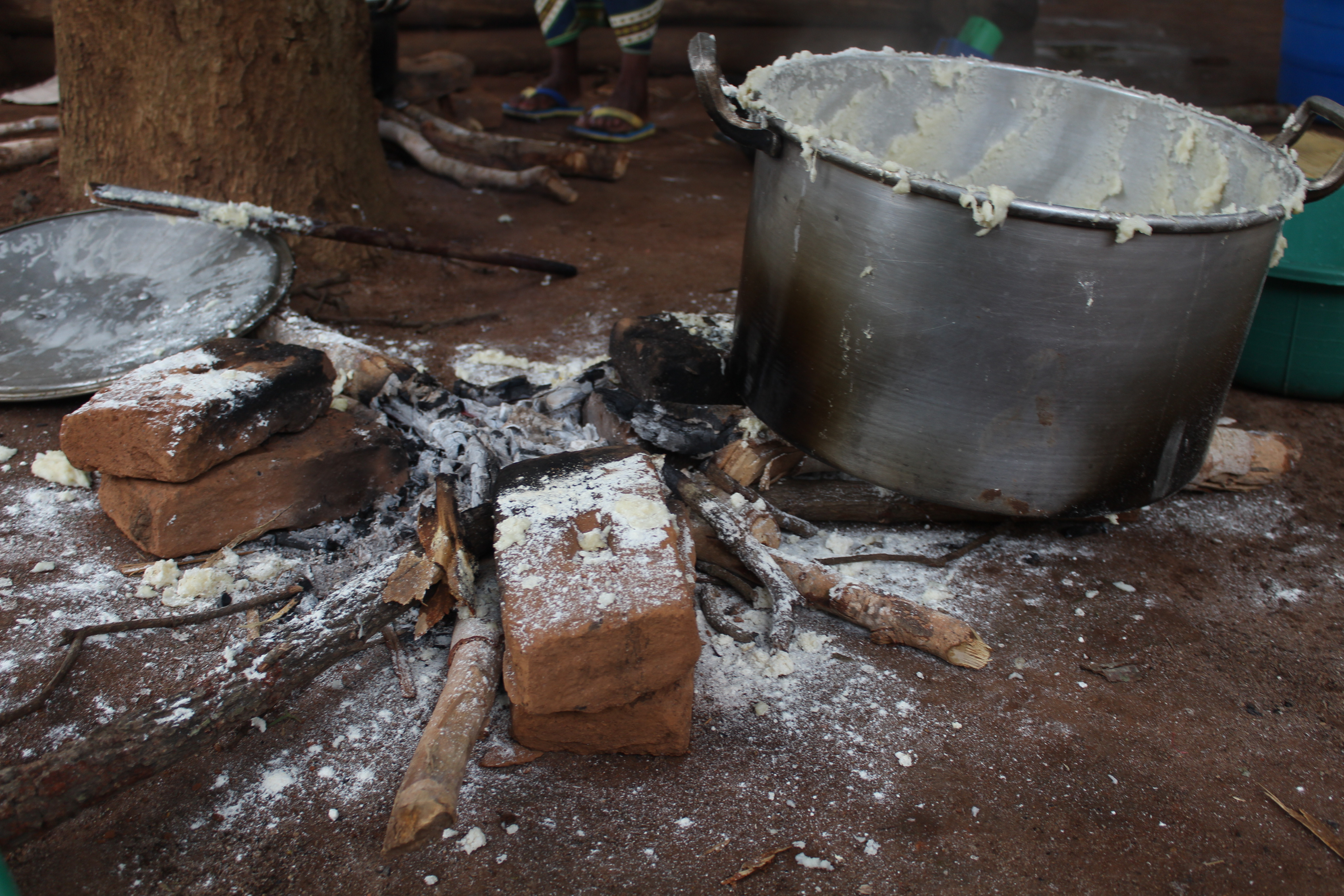
Marmite traditionnellement posée sur trois pierres au Mozambique.

## Préparation
Le nshima se présente sous forme de purée, proche de la polenta ou du porridge. Il ne nécessite que peu d’ingrédients, pour 4 personnes :
- 4 mugs de farine de maïs ou de mil ou d'un mélange des deux,
- 8-10 mugs d’eau,
- 2 cuillères à café de sel[1].

Dans une grande marmite, faire bouillir l’eau avec du sel (mais, selon les régions, celui-ci n'entre pas nécessairement dans la préparation). Puis verser par petites doses la farine de maïs en pluie dans la marmite, et tourner avec une cuillère plate en bois pour éviter les grumeaux. Poursuivre la cuisson durant 3 à 4 minutes tout en continuant de tourner, jusqu’à atteindre une pâte épaisse et lisse, mais aussi dense et élastique. Avec cette pâte, former une boule par assiette et recouvrir éventuellement d’une noix de beurre. Le nshima peut être servi avec un ou plusieurs accompagnements (poisson, viande, légumes frits ou bouillis, salade de tomates), ainsi qu'avec une sauce au piment.

## Us et coutumes

### Présentation
Le nshima est souvent mangé avec deux plats d’accompagnement : une source de protéine, comme le poisson, la viande, des cacahuètes ou des haricots, et également un légume, râpé, ou encore des feuilles de citrouille ou d’amarante, de moutarde ou de choux. La partie protéinée se nomme ndiyo ou umunani (en Zambie), ou ndiwo (au Malawi), alors que la partie végétale, elle, est appelée umuto wankonda en Zambie. Au Malawi, le plat est souvent accompagné de piments ou de sauces piquantes maison au poivre, ou encore de piments de Kambuzi, tandis que d’autres choisissent des sauces industrielles (comme la sauce Nali).

### Traditions
Traditionnellement, pendant le repas, les convives sont assis à table, ou à même le sol, autour du plat. Ils doivent se laver les mains dans un bol d’eau car le nshima se mange avec les doigts. L’hôte, ou les convives les plus jeunes, versent l’eau du bol ou de la cruche sur les mains des invités les plus âgés. Après ça, on prend un morceau de nourriture, on en fait une petite boule dans sa main droite avant de goûter à ce mets. Comme pour beaucoup de traditions africaines, l’âge joue ici un rôle primordial. Le lavage des mains avant, pendant et après le repas commence avec la personne la plus âgée, pour finir avec la plus jeune. Le nshima est relativement peu cher et abordable en général. Cependant, les prix peuvent augmenter en fonction des pénuries, ce qui peut contribuer à accroître l’instabilité politique et économique de la région.